# Edward Green (entreprise)
Pour les articles homonymes, voir Green et Edward Green.
Edward Green est un fabricant de chaussures haut-de-gamme, basé à Northampton, en Angleterre, fondé en 1890. La compagnie produit près de 350 chaussures fabriquées à la main par semaine.

## Historique

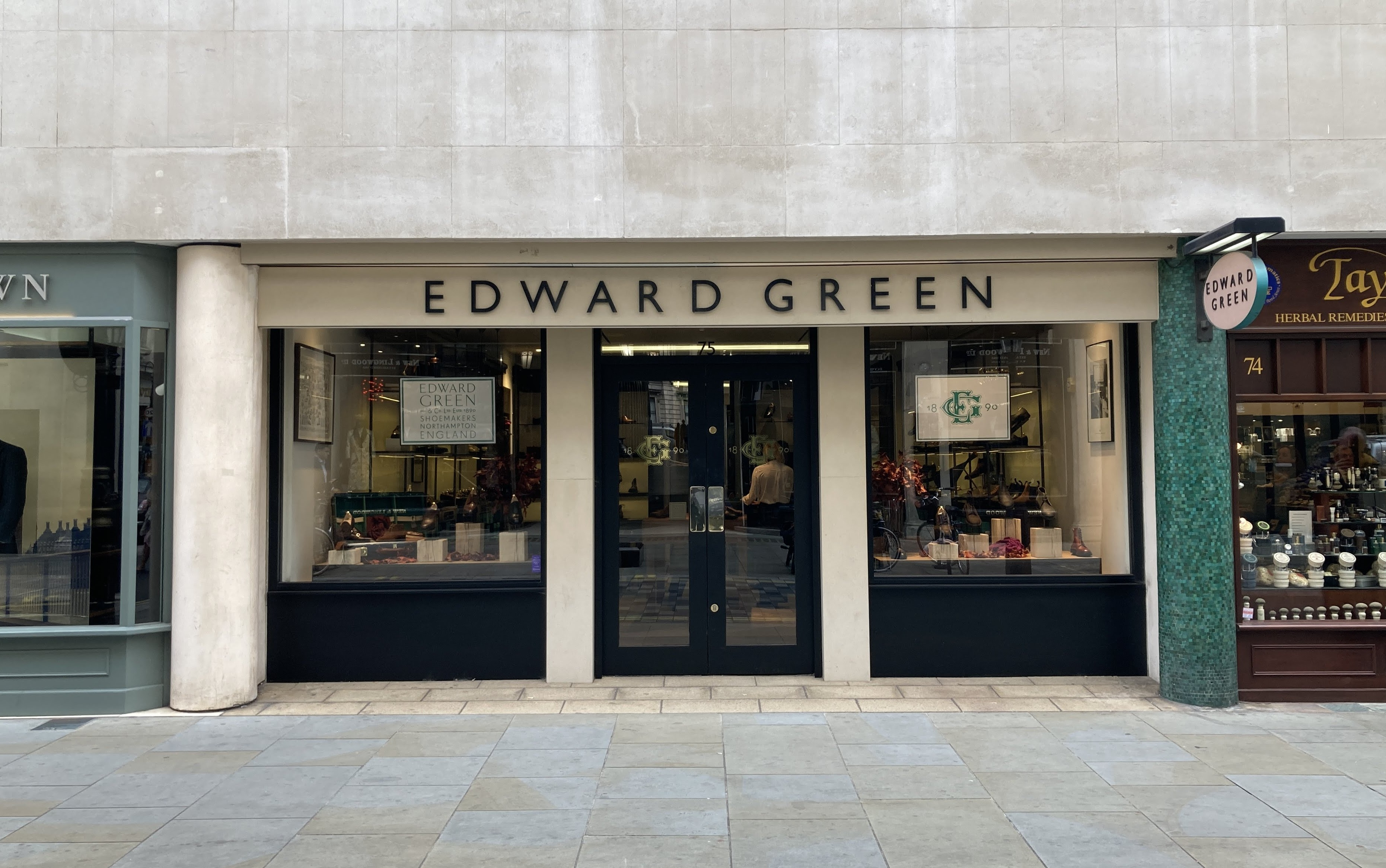
Devanture du magasin Edward Green à Jermyn Street, à Londres.

Le britannique Edward Green débute dans la fabrication de chaussures à l'âge de 12 ans. Il fonde sa propre compagnie plusieurs années après, à Northampton. Dans les années 1930, la compagnie le plus important fabricant de bottes pour l'armée britannique.
Dans les années 1970, la famille Green vend son entreprise à l'entrepreneur américain Marley Hodgson. Des difficultés financières font que l'entreprise passe aux mains du tchèque John Hlustik, en 1982. À la mort de ce dernier, en 2000, c'est son associée, Hilary Freeman, qui prend la direction de l'entreprise.

## Produits
Ses chaussures se distinguent notamment par :
- la qualité des cuirs utilisés pour leur fabrication ;
- la qualité et la finition des coutures ;
- le montage Goodyear ;
- la patine.